# Hannes Finkbeiner
Hannes Finkbeiner (geb. 12. August 1977 in Freudenstadt) ist ein deutscher Autor, Journalist und Kolumnist. Er schreibt auch unter den Pseudonymen Jonas Erzberg und Mattis Ferber.

## Werdegang
Finkbeiner wuchs in einem mittelständischen Hotelbetrieb in Baiersbronn im Nordschwarzwald auf, er hat allerdings nichts mit der Hoteliersfamilie Finkbeiner des Luxushotels Traube Tonbach zu tun, das in derselben Gemeinde liegt. Nach einer Ausbildung zum Restaurantfachmann im Hotel Bareiss in Baiersbronn-Mitteltal studiert er Journalistik an der Fachhochschule Hannover (2003–2006) mit dem Abschluss Bachelor of Arts.
Nach Abschluss des Studiums arbeitete Hannes Finkbeiner zunächst als Veranstaltungsleiter für Großevents bei der Deutschen Messe AG in Hannover, bevor er sich im Jahr 2008 als Journalist und Autor selbstständig machte. Seit 2009 veröffentlicht Finkbeiner diverse Koch- und Sachbücher, Romane und Erzählungen.
Finkbeiner schrieb für die Frankfurter Allgemeine Zeitung, Stuttgarter Zeitung und Süddeutsche Zeitung. Seit 2016 unterrichtet er Journalistik an der Hochschule Hannover und verfasst im wöchentlichen Wechsel eine Gastro-Kolumne/Restaurantkritik für die Hannoversche Allgemeine Zeitung (HAZ) mit dem Titel „Finkbeiners Kostprobe“.
Regelmäßig ist er für den Spiegel, das RedaktionsNetzwerk Deutschland, die Wirtschaftswoche oder Falstaff tätig.

## Publikationen
Finkbeiner veröffentlichte insgesamt neun Romane, Koch- und Sachbücher. Im Jahr 2009 erschien sein erstes Kochbuch "Kochimpuls –  30 Köche, 40 Sterne, 150 Rezepte" im Matthaes Verlag. 2010 folgte das Sachbuch "Ausbildung und Karriere in Hotellerie und Gastronomie", Matthaes Verlag. Bereits im Folgejahr 2011 dann das Kochbuch "Frühstück & Brunch: Rezepte, Tipps und Warenkunde", Matthaes Verlag. Die Rezepte dieses Buchs entwickelte Finkbeiner gemeinsam mit Sternekoch Ronny Siewert. Die beiden letztgenannten Bücher wurden jeweils mit der Silbermedaille der Gastronomischen Akademie Deutschlands (GAD) ausgezeichnet.
Sein Debüt-Roman "Jogginghosen-Henry" erschien im Jahr 2016 im Heyne Verlag München und fand vor allem in der deutschen Heavy-Metal-Szene Anklang. Stern Online riet Wacken-Fans das Buch als "Festival-Zelt Inventar zu betrachten". Die Stuttgarter Zeitung bezeichnete es als „modernen Bildungsroman in der Tradition von amerikanischen Klassikern wie J. D. Salingers "Der Fänger im Roggen" oder Harper Lees "Wer die Nachtigall stört“. Weniger Beachtung erfuhr Finkbeiners Erzählung „Mr. Devil und das Taschenherz“, die im selben Jahr ebenfalls im Heyne Verlag München als E-Book erschien.
Um seine belletristische von seiner journalistischen Arbeit besser zu trennen, veröffentlichte Finkbeiner im Jahr 2019 seinen zweiten Roman „Unheilbar glücklich“ unter dem offenen Pseudonym Jonas Erzberg. Das Buch erschien bei Bastei Lübbe, parallel wurde das Hörbuch bei Audio Media Verlag veröffentlicht. Die HAZ beschrieb das Buch als „gut gemachten Unterhaltungsroman“, der Schwarzwälder Bote als „eine Reisegeschichte, eine Geschichte vom Suchen (...) und Finden, in der auch Gesellschaftskritik mitschwingt.“
Den Auftakt zu einer kulinarischen Krimireihe machte im Jahr 2021 der Roman „Mörderische Auslese“, in dessen Zentrum der ermittelnde Sommelier Benjamin Freling steht. Der erste Teil spielt hauptsächlich am Kaiserstuhl. Der zweite Teil mit dem Titel "Die Süße des Todes" erschien im Folgejahr 2022 und wurde in einem Benediktinerinnenkloster im Rheingau verortet.
Im Jahr 2024 erschienen zwei Bücher im Abstand von nur einem Monat. Auftakt machte im August das Buch „Schwarzwald - meine kulinarische Heimat“. Es wurde im 8 Grad Verlag publiziert und ist eine Sammlung von kulinarischen Reportagen und Berichten, Restaurant- und Warentipps sowie Rezepten. „Nüchtern nimmt er romantische Verklärungen auseinander, die etwa Maultaschen und Kirschtorten umranken. Das alles überaus persönlich und unterhaltsam unterlegt mit mancherlei Anekdoten – es ist ein großartiges Buch geworden“, urteilte der Schwarzwälder Bote. Im September 2024 folgte dann der Roman „Einer geht noch“ im S. Fischer Verlag. Zentrale Geschichte ist darin das Leben des 93-jährigen Fidus Bergmann. „Ein origineller, sehr lesenswerter Familienroman“, wurde das Buch in den Ruhr Nachrichten zusammengefasst.